# 潮凪町
潮凪町（しおなぎちょう）は、愛知県名古屋市港区の地名。丁番を持たない単独町名である。住居表示未実施。

## 地理
名古屋市港区南部に位置する。北西は稲永二丁目・稲永三丁目に接する。

## 歴史

### 町名の由来
潮が穏やかになることを願って命名されたとされる。

### 沿革
- 1940年（昭和15年）2月15日 - 公有水面埋立地である名古屋港築港十号地の一部により、港区潮凪町として成立[1]。
- 1942年（昭和17年）3月26日 - 埋立地を編入する[1]。
- 1943年（昭和18年）4月10日 - 埋立地を編入する[1]。
- 1959年（昭和34年）
  - 1月20日 - 埋立地を編入する[1]。
  - 6月1日 - 埋立地を編入する[1]。
- 1967年（昭和42年）4月24日 - 埋立地を編入する[1]。
- 1970年（昭和45年）2月16日 - 埋立地を編入する[1]。
- 1988年（昭和63年）4月26日 - 埋立地を編入する[1]。
- 2019年（平成31年）4月19日 - 埋立地を編入する[WEB 6]。

## 世帯数と人口
2021年（令和3年）2月1日現在の世帯数と人口は以下の通りである。
| 町丁   | 世帯数 | 人口 |
| ------ | ------ | ---- |
| 潮凪町 | 32世帯 | 58人 |

### 人口の変遷
国勢調査による人口の推移
| 2000年（平成12年） | 104人 | [ WEB 7 ]  |  |
| 2005年（平成17年） | 124人 | [ WEB 8 ]  |  |
| 2010年（平成22年） | 145人 | [ WEB 9 ]  |  |
| 2015年（平成27年） | 116人 | [ WEB 10 ] |  |

## 学区
市立小・中学校に通う場合、学校等は以下の通りとなる。また、公立高等学校に通う場合の学区は以下の通りとなる。
| 番・番地等 | 小学校               | 中学校               | 高等学校 |
| ---------- | -------------------- | -------------------- | -------- |
| 全域       | 名古屋市立稲永小学校 | 名古屋市立港南中学校 | 尾張学区 |

## 交通
- あおなみ線潮凪信号場
- あおなみ線潮凪車庫

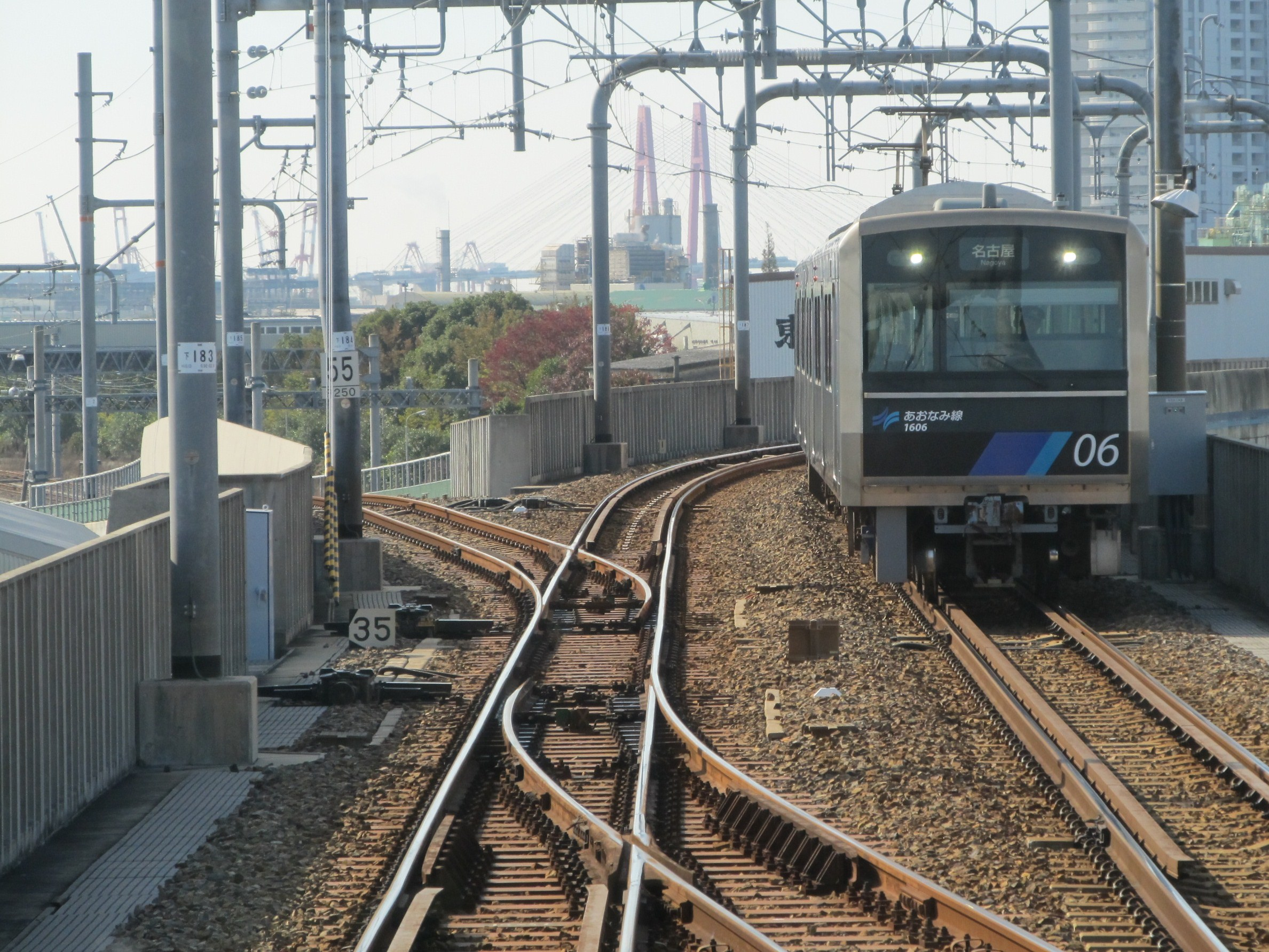
潮凪信号場
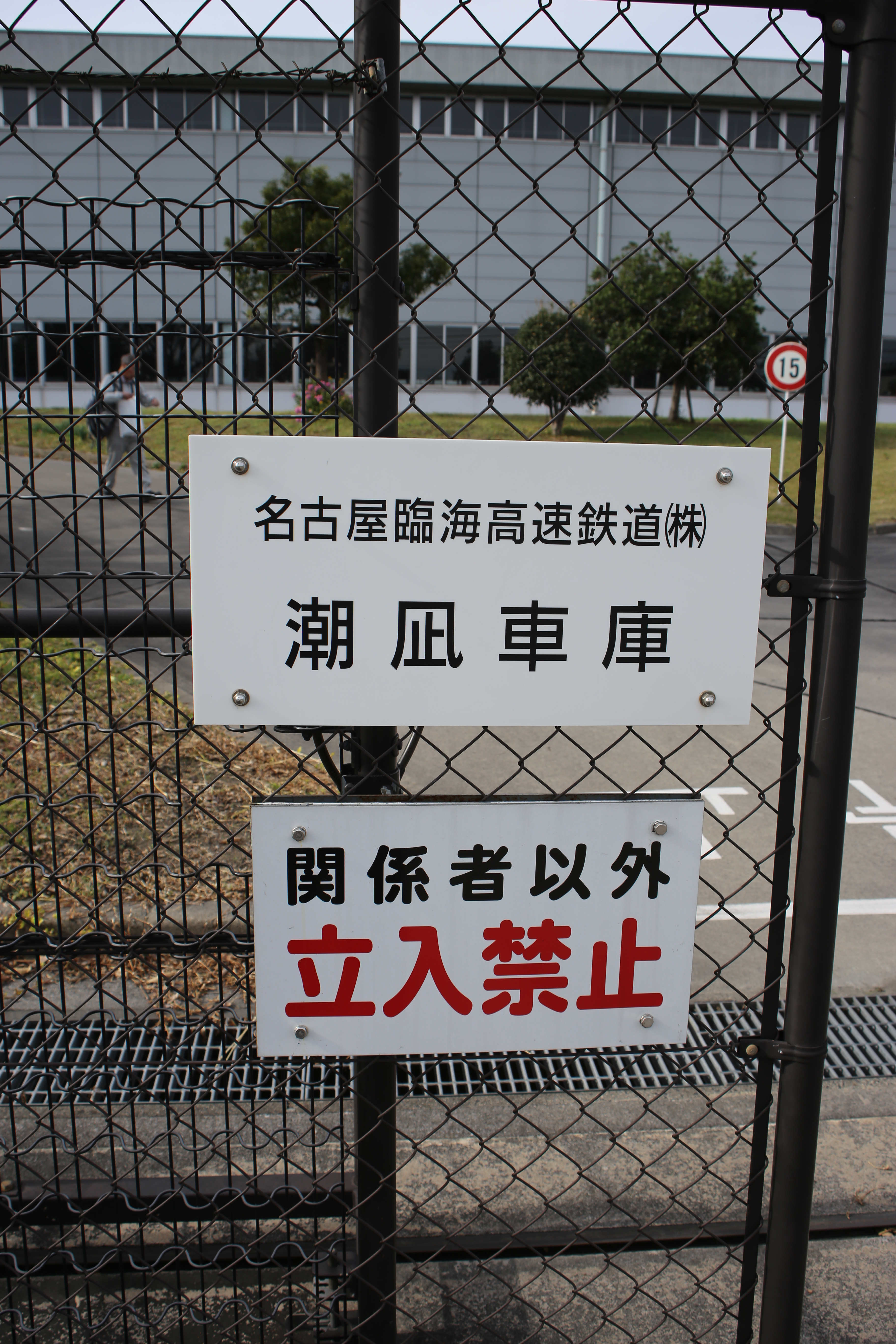
潮凪車庫（2018年11月）

## 施設
- 潮凪埠頭[4]
- 稲永埠頭[2]
- 稲永第二埠頭[2]
- 10号地石炭専用埠頭[2]
- 東海コンクリート工業名古屋工場[2]
- 名古屋埠頭石炭置場[2]
- ヤマナカしおなぎ生鮮加工センター

2011年（平成23年）2月下旬設置。ヤマナカの鮮魚・精肉パック製品全般の加工を担う。
- 名古屋市第二処分場

名古屋市内唯一のゴミ埋立処分場。主に焼却残渣を処理する。2015年（平成27年）5月12日より埋め立てが開始され、以降15年掛けて使用される予定となっている。面積は2.1ヘクタール（うち埋立面積は1.1ヘクタール）、埋め立て容積は9万6千立方メートル。

## その他

### 日本郵便
- 郵便番号 : 455-0844[WEB 3]（集配局：名古屋港郵便局[WEB 15]）。

### WEB
1. ↑  “愛知県名古屋市港区の町丁・字一覧”.   人口統計ラボ. 2017年10月7日閲覧。
2. 1 2  “町・丁目(大字)別、年齢(10歳階級)別公簿人口(全市・区別)”.   名古屋市 (2021年2月22日). 2021年3月15日閲覧。
3. 1 2  “郵便番号”.  日本郵便. 2019年3月17日閲覧。
4. ↑  “市外局番の一覧”.   総務省. 2019年1月6日閲覧。
5. ↑  名古屋市役所市民経済局地域振興部住民課町名表示係 (2015年10月21日). “港区の町名一覧”.   名古屋市. 2020年11月15日閲覧。
6. ↑  “名古屋市港区の一部で町名・町界整理を実施（平成31年4月19日実施）”.   名古屋市市民経済局地域振興部住民課町名表示係 (2019年4月10日). 2019年7月29日閲覧。
7. ↑  名古屋市役所総務局企画部統計課統計係 (2005年7月1日). “（刊行物）名古屋の町(大字)・丁目別人口 (平成12年国勢調査) 港区” (XLS). 2017年10月8日閲覧。
8. ↑  名古屋市役所総務局企画部統計課統計係 (2007年6月29日). “平成17年国勢調査　名古屋の町(大字)別・年齢別人口 港区” (XLS). 2017年10月8日閲覧。
9. ↑  名古屋市役所総務局企画部統計課統計係 (2012年6月29日). “平成22年国勢調査　名古屋の町(大字)別・年齢別人口 港区” (XLS). 2017年10月8日閲覧。
10. ↑  名古屋市役所総務局企画部統計課統計係 (2017年7月7日). “平成27年国勢調査　名古屋の町(大字)別・年齢別人口” (XLS). 2017年10月8日閲覧。
11. ↑  “市立小・中学校の通学区域一覧”.   名古屋市 (2018年11月10日). 2019年1月14日閲覧。
12. ↑  “平成29年度以降の愛知県公立高等学校（全日制課程）入学者選抜における通学区域並びに群及びグループ分け案について”.   愛知県教育委員会 (2015年2月16日). 2019年1月14日閲覧。
13. 1 2  “ヤマナカ／生鮮センター開設、店舗商品在庫を削減” (2010年11月8日). 2020年5月10日閲覧。
14. 1 2 3 4  “第二処分場の概要”.   名古屋市 (2015年8月5日). 2020年5月9日閲覧。
15. ↑  “郵便番号簿 2018年度版” (PDF).   日本郵便. 2019年4月14日閲覧。

### 書籍
1. 1 2 3 4 5 6 7 8 9  名古屋市計画局 1992, p. 843.
2. 1 2 3 4 5 6 7  「角川日本地名大辞典」編纂委員会 1989, p. 1531.
3. ↑  名古屋市計画局 1992, p. 520.
4. ↑  “施設案内　潮凪ふ頭”.  名古屋港管理組合 (2022年3月30日). 2022年11月3日閲覧。